# 연합 이라크 연맹
이라크 국민 연맹(United Iraqi Alliance)은 2005년 1월 30일 실시된 이라크 제헌의회선거에서 최다득표(48.1%)를 달성한 선거(공천) 연합이다. 선거연합에 소속된 정치단체들의 명단은 아래 열거되어 있다.
연맹은 주류 시아파 종교 정당들(아흐메드 찰라비가 이끄는 이라크 국민의회를 포함), 리버럴한 세속주의자들(핵 물리학자 후세인 샤리스타니가 이끄는 조직을 포함), 그의 국민 독립 간부 엘리트 당(National Independent Cadres and Elites Party)를 지원하지 않는 급진 성직자 모크타다 사드르의 지지자들, 그리고 몇몇 독립 수니파 후보들 같은 많은 상이한 집단으로 구성되어 있다.
연맹은 이라크에서 가장 널리 존경받는 종교계의 거물, 대 아야톨라 알리 알시스타니의 지지를 받는 것으로 널리 믿어지고 있다. 그리고 아야톨라가 공식적인 승인을 표명한 적은 없지만, 이라크의 많은 사람들이 UIA를 "알시스타니의 공천명단"으로 받아들이고 있다.
846만표 이상이 행사된 가운데, UIA는 가장 많은 408만표(48.1%)를 얻어 275석으로 구성된 이라크 국회에서 140석을 확보하였다. UIA가 얻은 140석 중 42석이 여성에게 할당된다. 신 이라크 의회에서 여성은 총 86석을 얻게 되는데, 이는 아랍 세계에서 가장 높은 비율이다.
이슬람 다와당을 이끌고 있으며 이라크의 총리가 된 이브라힘 알자파리를 비롯해, 연맹의 많은 후보자들은 이란에서 망명 생활을 하였다. 1980년에 사담 후세인의 세속적 바트당 정부를 이슬람주의 정부로 교체하려고 추구했다가 수천명의 다와당 지지자들이 투옥되고 처형당했다. 1979년 이슬람 혁명 동안 샤 모하마드 레자 팔레비를 성공적으로 축출한 이란 지도부는 그들의 행동을 지원했고, 이란으로 망명하려는 알다와 당원들을 받아들였다.
UIA가 미국 대통령 조지 W. 부시가 지목한 "악의 축"의 일원인 이란과 맺고 있는 강한 연계는 난처하기 짝이 없는 일이 아닐 수 없다. 그러나 부시 대통령은 희망을 피력하면서 후보들과 이라크 주민에게 축하의 메시지를 보냈다.
2005년 3월, Zaman Online에 따르면 이라크 투르크멘 전선이 국회에서 UIA 진영에 동참하기로 동의했다고 한다. 그 대신, 시스타니는 이라크 투르크멘이 국가의 소수민족으로 인정받는 것을 지원하기로 약속했다고 전해진다.

## 2005년 1월 선거

### 공천명단 상의 정당들 (22)
- 이라크 이슬람혁명최고위원회 (SCIRI)
- 이슬람 다와당 (알다와)
- 이라크 국민의회 (INC)
- 바드르 기구
- 중도모임당
- 다와 이슬람당 이라크 지부
- 이라크 이슬람 파일리단
- 파일리 쿠르드 이슬람 동맹
- 알파딜라 이슬람당
- 초대민주국가당
- '이라크의 미래' 모임
- 헤즈볼라 운동
- 헤즈볼라 알이라크
- 정의평등단
- 마르티르 운동의 이슬람 승자
- 이슬람 행동 기구
- 이라크 투르크멘 이슬람 연맹
- 이슬람 선행당
- 사이드 알슈하다 기구
- 샤히드 알미흐랍 기구
- 투르크멘 신의 운동

### 유나이티드 이라크연맹 후보자 명단 (228)
- 압둘 아지즈 알하킴, SCIRI 지도자. 명단의 필두
- 이브라힘 알자파리, 이슬람 다와당 지도자.
- 아흐메드 찰라비 (INC)
- 후세인 알샤리스타니

## 2005년 12월 선거
2005년 12월 총선에 앞서 국민연맹은 일부 의원이 탈당하였는데 대부분 이라크 국가회의에 합류하였다.

### 공천명단 상의 정당들
- 이슬람 다와당
- 이슬람 선행당
- 중도연합당
- 바데르 기구
- 이라크 이슬람혁명최고위원회
- 이라크 투르크멘 이슬람 연맹
- 정의평등회
- 이라크 민주운동
- 헤즈볼라 운동
- 투르크멘 충성운동
- 사에드 알슈하다 이슬람 운동
- 알 샤바크 민주모임
- 말한 알 코테르
- 이슬람 다와당 이라크 지부
- 개혁 건설 회의
- 알 사드리아 선전
- 정의사회 (The Justice Community)
- 이라크 아라르

## 같이 보기
- 이슬람 민주주의 정당 목록